# Akvadukt, Segovia
Akvadukt v Segovii (ali natančneje 'vodovodni most') je del rimskega vodovodnega sistema in eden od najbolj pomembnih in najbolje ohranjenih antičnih spomenikov na Iberskem polotoku. Nahaja se v Španiji in je predvsem simbol mesta Segovia, kar dokazuje s svojo prisotnostjo v mestnem grbu.

## Zgodovina
Kot akvadukt nima čitljivega napisa (eden je bil očitno v zgornjem delu konstrukcije), zato datum izgradnje ni mogoče dokončno določiti. Zdi se, da je bil zgrajen v 1. stoletju našega štetja, med vladanjem cesarjev Domicijana, Nerva in Trajana. Ob koncu 20. stoletja je nemškemu arheologu uspelo razvozlati besedilo na posvetilni plošči pri preučevanju sidra, ki je imel zdaj manjkajoče bronaste črke. Z uporabo te metode, je bil sposoben ugotoviti, da je bil dejansko cesar Domicijan (81-96) tisti, ki je odredil njegovo gradnjo. Začetki Segovie same prav tako niso dokončno znani. Za ljudstvo imenovano Vaccaei je znano, da so naseljevali kraj ali območje, preden so Rimljani osvojili mesto. Rimski vojaki so bili poslani za nadzor območja in se tudi naselili. Območje je sodilo v pristojnost rimskega deželnega sodišča (lat. iuridici conventus, špansko convento jurídico), ki se je nahajalo v Clunia ( Colonia Clunia Sulpicia) v današnji provinci Burgos.

## Opis
Akvadukt prevaja vode iz reke Fuente Fría, ki se nahaja v bližnjih gorah, približno 17 km iz mesta, znanih kot La Acebeda.
Voda se je najprej zbrala v rezervoarju znanem kot El Caserón (ali 'velika hiša') in je nato tekla po kanalu do drugega stolpa znanega kot Casa de Aguas (ali 'vodna hiša'). Tam se je naravno pretočila skozi pesek preden je nadaljevala svojo pot. Po je nadaljevala 728 m z eno-odstotnim padcem do visoke Postigo, skalne čeri, na katerih je bilo zgrajeno staro mestno jedro, Segovia Alcázar. Nato na Plaza de Díaz Sanz (trg Díaz Sanz), struktura naredi nenaden preobrat proti Plaza Azoguejo (trg Azoguejo). Tam se spomenik prikaže v polnem sijaju. Danes je ohranjenih okoli 1.200 m s 166 loki na 120 stebrih v dveh nadstropjih, z največjo višino okoli 35, 1 m. Zgrajen je bil iz opeke in 20.400 velikih granitnih blokov, brez veziva. Kako je bil narejen sistem ročic za dvigovanje kamnov na velike višine, se vidi na vdolbinah na kamnih. Po legendi se te vdolbine imenujejo "hudičeve stopinje". 
Gradnja vodovoda je sledila načelom, ki jih Vitruvius opisuje v svoji De Architectura, objavljeni sredi prvega stoletja.

## Konstrukcija
Prvi del vodovoda vsebuje 36 polkrožnih lokov, obnovljenih v 15. stoletju, ki so jih Mavri uničili leta 1072. Linija lokov je organizirana na dveh ravneh in preprosto okrašena z okvirjem, ki zagotavlja podporo strukturi. Na zgornjem nivoju imajo loki skupno širino 5,1 m. Zgrajeni v dveh nivojih, so stebri na zgornjem krajši in ožji od tistih na nižjem nivoju. Na vrhu objekta je kanal, po katerem je voda potovala, oblikovan v obliki črke U velikosti 0,55 krat 0,46 metra. Na vrhu vsakega stebra je meri prerez 1,8 krat  2,5 metra, medtem ko so prerezi baz približno 2,4 krat 3 metre.
Akvadukt je bil zgrajen iz opeke in granitnih blokov brez malte. V rimski dobi je imel vsak od treh najvišjih lokov znak z bronastimi črkami, ki je imel napis svojega graditelja, skupaj z datumom izgradnje. Danes sta niši so še vidni, po ena na vsaki strani akvadukta. V eni od njih je znano, da je bila podoba Herkula, ki je bil po legendi ustanovitelj mesta. Druga niša zdaj vsebuje podobe Virgen de la Fuencisla (zavetnice Segovie) in Svetega Štefana.

## Kasnejša zgodovina
Prva rekonstrukcija akvadukta je potekala v času vladavine kralja Ferdinanda II. in kraljice Izabele. Don Pedro Mesa, prior bližnjega samostana Jerónimos del Parral, je vodil projekt. Skupno je bilo obnovljenih 36 lokov, pri čemer so zelo pazili, da ne bi spremenili kateri koli izvirni del ali slog. Kasneje, v 16. stoletju, so kipe iz niš prestavili na strukturo. 4. decembra, na dan svete Barbare, ki je zavetnica topništva, so kadeti lokalne vojaške akademije izobesili zastavo s podobo Device Marije.
Akvadukt je za mesto najpomembnejši arhitekturni mejnik. Deloval je skozi stoletja in je ohranjen v odličnem stanju. Zagotavljal je vodo Segovii do sredine 19. stoletja.  Zaradi razpada posameznih kamnitih blokov, puščanja vode iz zgornjega viadukta in onesnaževanja, ki ga je povzročil granit se je stanje poslabšalo. V nasprotju s splošnim prepričanjem, vibracije zaradi prometa, ki uporablja prehod pod oboki, niso vplivale na akvadukt. Leta 2006 je WMF Španija (program World Monuments Fund, namenjen za ohranjanje zgodovinske, umetniške in arhitekturne dediščine po svetu)  skupaj z ministrstvom za kulturo, regionalno vlado Kastilija in Leon in drugimi lokalnimi institucijami, začel izvajanje projekta, ki bi zagotovil pomoč za vzdrževanje.
Leta 1985 je bil akvadukt, skupaj s starim mestom Segovia, vpisan na seznam svetovne dediščine pri UNESCO-ju.